# Accord de paix de Kourou (1989)
L'accord de paix de Kourou est un accord signé le 21 juillet 1989 par le gouvernement du Suriname et la rébellion bushinenge, représentée par Ronnie Brunswijk, chef de l'Armée de libération du Suriname (plus connue sous le nom de Jungle Commando), afin de mettre fin à celle-ci et permettre aux réfugiés de rentrer au Suriname.
Les négociations commencent en 1988 entre le nouveau gouvernement surinamien démocratiquement élu et la Surinamese Liberation Army, sous les bons offices de la diplomatie française. Un compromis est finalement trouvé et un accord est signé le 21 juillet 1989 dans la ville française de Kourou en Guyane.
L'accord de Kourou prévoyaient les points suivants :
- Amnistie de tous les combattants ;
- Fin de l'état d'urgence en vigueur depuis 1986 ;
- Retour des réfugiés surinamiens des camps français et leur sécurité ;
- Intégration de la Surinamese Liberation Army (Jungle Commando) dans les forces de police des zones sous leur contrôle (Maroni et sud du Suriname) ;
- Création d'un conseil consultatif du développement de l'intérieur ;
- Fin du trafic de drogue.

Toutefois, le coup d'état de Desi Bouterse fin 1990 bloque l'application de l'accord jusqu'au retour à un régime démocratique en 1992. En effet, Bouterse s'opposait à l'intégration de la rébellion dans les forces de police du pays. De plus, les bushinengues réfugiés en Guyane (chez qui le souvenir du massacre de Moïwana est encore vivace) refusèrent de rentrer de peur d'être massacrer par les "Créoles-mulâtres" fidèles à Bouterse.